# تين أليف الجبال
تين أليف الجبال (الاسم العلمي:Ficus oreophila) هو نوع من النباتات يتبع جنس التين من الفصيلة التوتية.